# Орден Экваториальной звезды
Орден Экваториальной звезды — высшая государственная награда Габона.

## История
Орден учреждён 6 августа 1959 года. В этот год были предприняты первые шаги к независимости Габона от колониальной Франции. Однако независимость Габона была оформлена только в следующем, 1960 году. Таким образом учредителем ордена Экваториальной звезды выступил уполномоченный Французского правительства.
Орден был создан с целью поощрения граждан, которые отличились на гражданской или военной службе на благо нации.

## Степени
Орден имеет шесть степеней:
- Орденская цепь
- Кавалер Большого креста — золотой знак на чрезплечной ленте и золотая звезда на левой стороне груди.
- Великий офицер — золотой знак на нагрудной ленте с розеткой и серебряная звезда на правой стороне груди.
- Командор — золотой знак на шейной ленте.
- Офицер — серебряный знак на нагрудной ленте с розеткой
- Кавалер — серебряный знак на нагрудной ленте

| Орденские планки |                         |                        |
| Кавалер          | Офицер                  | Командор               |
| Великий офицер   | Кавалер Большого креста | Кавалер Орденской цепи |

## Описание
Знак ордена представляет собой шестиконечную остроконечную звезду жёлтой эмали с тремя листообразными штралами синей эмали между лучами. В центре знака золотой круглый медальон с широкой каймой синей эмали. В медальоне изображение профиля африканской женщины в лавровом венке (олицетворение республики — в пример французской Марианны). На кайме надпись на французском языке: «REPUBLIQUE GABONNAISE». Между двумя верхними лучами знака, из за них, над штралами, выходят две пальмовые ветви зелёной эмали, соединяясь в верхней точке и образуя золотой шарик, который крепится к кольцу, для последующего крепления к орденской ленте.
Реверс знака матированный, в центре имеет круглый медальон с каймой синей эмали. В медальоне гербовой щит в три пояса, окрашенных в цвета государственного флага. На кайме надпись: «UNION TRAVAIL JUSTICE», ниже две золотых лавровых веточки. 
Звезда ордена аналогична знаку по своему виду, за исключением: штралы между лучами большего размера и не покрыты эмалью. Пальмовые ветви переместились в виде венка за шестиконечную звезду и также не покрыты эмалью.
Орденская лента красного цвета с тремя полосками цветов государственного флага, отстающими от края ленты.